# Магдолна Ружа
Магді Ружа (серб. Магдолна Ружа, угор. Rúzsa Magdolna, або скорочено Rúzsa Magdi; нар. 28 листопада 1985, Вербас, Воєводина, Югославія) — угорська співачка, виграла звання мегазірки угорської версії програми «Pop Idol» в 2006 році.
Як переможець у категорії «Новачок року» в проєкті Fonogram Hungarian Music Awards 2007, Магді Ружа представляла Угорщину на змаганні Євробачення-2007 в Гельсінкі, Фінляндія (пісня Unsubstantial Blues). Магді посіла дев'яте місце зі 128 очками.
Часто виконує пісні своєї улюбленої співачки, Дженіс Джоплін.

## Біографія
Ружа навчалася у місті Суботиці на акушерську медсестру. Стала відомою у 2005 році, після перемоги в третьому сезоні шоу Megasztár (Мегастар) в Угорщині.
Після перемоги на конкурсі, альбом Ружі, зокрема, з піснями фіналу шоу, став тричі платиновим. Було продано близько 80 000 примірників. Перший персональний альбом Ördögi Angyal вийшов на її день народження (28 листопада 2006 року), продано 36000 копій. Обидві платівки стали найуспішнішими продажами того року в Угорщині.
Як переможець у категорії «Новачок року» в проєкті Fonogram Hungarian Music Awards 2007, вона представляла Угорщину на змаганні Євробачення-2007. Мовою пісні було обрано англійську, адже так її сенс міг зрозуміти кожен. За текст пісні здобула композиторську нагороду Конкурсу. Посіла дев'яте місце зі 128 очками.

## Дискографія
- A döntőkben elhangzott dalok (2006)
- Ördögi angyal (2006)
- Kapcsolat Koncert (2007)
- Iránytű (2008)
- Magdaléna Rúzsa (2011)
- Tizenegy (2012)
- Dalok húrokra és fúvósokra (2014)